# 회원군 (1464년)
회원군 이쟁(會原君 李崢, 1464년 ~ 1493년)은 조선의 왕족 종실 겸 시인이다.

## 생애
조선 세종대왕 이도의 적손자(嫡孫子)이자 광평대군의 외아들인 영순군 이부의 삼남(三男)으로 출생한 그는 1470년 회원군(會原君)에 책봉되었고 이어 같은 해 1470년 친아버지 영순군의 상(喪)을 치렀는데 그 당시 그는 7세였으며 그로부터 3년 후 1473년부터 한시를 짓기 시작하였고 1477년에는 14세로 혼례를 치렀으며 3년 후 17세 시절이던 1480년에는 5촌 종숙부 귀성군 이준의 양자(養子)로 출계하였다.

## 직계 친척 관계
- 증조부: 조선 세종대왕 이도
- 증조모: 소헌왕후
- 양조부: 임영대군 이구
- 친조부: 광평대군 이여
- 종조부: 문종 이향
- 종조부: 세조 이유
- 종숙부: 의경세자 이장
- 종숙부: 단종 이홍위
- 종숙부: 예종 이황
- 6촌 형: 월산대군 이정
- 6촌 형: 성종 이혈